# In Your Area World Tour
In Your Area World Tour – pierwsza światowa trasa koncertowa południowokoreańskiego zespołu Blackpink. Trasa rozpoczęła się 10 listopada 2018 roku w Seulu w Korei Południowej, a zakończyła się 22 lutego 2020 roku w Fukuokce w Japonii. Zespół zagrał 36 koncertów w 26 miastach w 17 krajach na całym świecie.

## Tło

### Blackpink 2018 Tour [In Your Area] Seoul x BC Card
12 września ogłoszono, że pierwszy koncert grupy w Seulu zatytułowany „Blackpink 2018 Tour [In Your Area] Seoul x BC Card” odbędzie się 11 i 12 listopada w Olympic Gymnastics Arena. Okazało się, że tytuł trasy „In Your Area” został wybrany przez same członkinie grupy. Przedsprzedaż biletów została udostępniona członkom fanklubu grupy 14 września za pośrednictwem serwisu Auction Ticket, podczas gdy bilety zostały udostępnione dla ogółu publiczności 18 września. Wszystkie 20 000 biletów na dwa koncerty zostały szybko wyprzedane.
Podczas dwudniowych koncertów w Seulu, członkini Jennie wykonała swoją debiutancką solową piosenkę „Solo”, która została wydana po raz pierwszy 12 listopada 2018 roku. 30 sierpnia 2019 Blackpink wydał album koncertowy Blackpink 2018 Tour In Your Area Seoul, zawierający 14 utworów, nagrany podczas koncertów w Seulu.

### Blackpink 2019–2020 World Tour [In Your Area]
31 października 2018 roku Blackpink ogłosiły swoje pierwsze daty trasy koncertowej w Azji, obejmujące występy w Bangkoku, Dżakarcie, Manili, Singapurze i Kuala Lumpurze, które miały się rozpocząć w połowie stycznia 2019 roku. 28 stycznia 2019 roku Blackpink oficjalnie ogłosiły daty i miejsca koncertów w Europie. Trasa rozpoczęła się w Amsterdamie 18 maja 2019 roku. 11 lutego 2019 roku grupa podzieliła się informacją o planowanych występach w Ameryce Północnej. Trasa po Ameryce Północnej rozpoczęła się w Los Angeles 17 kwietnia, między dwoma weekendami festiwalu Coachella, na którym grupa wystąpiła. 22 lutego 2019 roku poinformowano, że wszystkie 60 000 biletów na pierwszą trasę koncertową Blackpink w Ameryce Północnej zostały wyprzedane. 25 lutego Blackpink ogłosiły daty koncertów w Australii. Oficjalnym sponsorem trasy była firma Kia Motors.
15 kwietnia grupa ogłosiła, że odbędą łącznie cztery koncerty w trzech miastach w Japonii, zaczynając od Tokio 4 grudnia 2019 roku. 22 stycznia 2020 roku ogłoszono, że ostatni koncert trasy w Fukuoka Dome zostanie transmitowany na żywo w 96 kinach w Japonii, jako forma podziękowania za entuzjastyczne wsparcie fanów. Album koncertowy z koncertu w Tokyo Dome, Blackpink 2019–2020 World Tour In Your Area – Tokyo Dome – został wydany 6 maja 2020 roku. DVD zajęło pierwsze miejsce na liście Oricon DVD Weekly Chart.

## Setlista

### Setlista w Azji
1. „Ddu-Du Ddu-Du”
2. „Forever Young”
3. „Stay” (remix)
4. „Whistle”
5. „Clarity” (cover) (Jisoo solo)
6. „Take Me” / „Swalla” (dance performance) (Lisa solo) (cover)
7. „Let It Be” / „You & I” / „Only Look At Me” (cover) (Rosé solo)
8. „Solo” (Jennie solo)
9. „Kiss and Make Up”
10. „So Hot” (Wonder Girls cover) (The Black Label remix)
11. „Playing with Fire”
12. „Really”
13. „See U Later”
14. „Really”
15. „16 Shots” (dance performance)
16. „Boombayah”
17. „As If It’s Your Last”

Bis/Finał
1. „Ddu-Du Ddu-Du”
2. „Stay”

### Setlista w Ameryce Północnej, Europie i Australii
1. „Ddu-Du Ddu-Du”
2. „Forever Young”
3. „Stay” (remix)
4. „Whistle”
5. „Clarity” (cover) (Jisoo solo)
6. „Take Me” / „Swalla” (dance performance) (Lisa solo) (cover)
7. „Let It Be” / „You & I” / „Only Look At Me” (cover) (Rosé solo)
8. „Solo” (Jennie solo)
9. „Kill This Love”
10. „Don't Know What to Do”
11. „Kiss and Make Up”
12. „Really”
13. „See U Later”
14. „Playing with Fire”
15. „Kick It”
16. „Boombayah”
17. „As If It’s Your Last”

Bis/Finał
1. „Ddu-Du Ddu-Du (Remix)”
2. „Hope Not”

### Notatki
- Podczas koncertu w Los Angeles zamiast oryginalnej wersji wykonały akustyczną wersję utworu „Whistle”. Podczas bisu, zamiast „Hope Not”, wykonały utwór „Stay”.
- Podczas pierwszego koncertu w Newark Dua Lipa dołączyła do Blackpink, by wykonać utwór „Kiss and Make Up”[15].
- Podczas koncertu w Manchesterze Blackpink zmodyfikowały elementy swojego występu z szacunkiem dla zbliżającej się drugiej rocznicy zamachu na Manchester Arena. W szczególności, utwór „Ddu-Du Ddu-Du” został usunięty z listy utworów, zmienione zostały teksty w „Whistle” oraz choreografia w „Kill This Love”. Podczas bisu Blackpink zadedykowały utwór „Stay” ofiarom i osobom dotkniętym atakiem, a do oryginalnej listy utworów dodali kolejne wykonanie „Don't Know What to Do”[16].
- Podczas koncertów w Melbourne i Sydney, Rosé dodała utwór „Coming Home” do swojego solowego występu.
- Podczas koncertu w Sydney, do bisowego występu dodały utwór „Stay”.

## Lista koncertów
| Data              | Miejscowość | Państwo           | Obiekt                          | Frekwencja | Dochód (USD) |
| Azja              | Azja        | Azja              | Azja                            | Azja       | Azja         |
| ----------------- | ----------- | ----------------- | ------------------------------- | ---------- | ------------ |
| 10 listopada 2018 | Seul        | Korea Południowa  | Olympic Gymnastics Arena        | 21 125     | 1 865 309 $  |
| 11 listopada 2018 | Seul        | Korea Południowa  | Olympic Gymnastics Arena        | 21 125     | 1 865 309 $  |
| 11 stycznia 2019  | Bangkok     | Tajlandia         | Impact Arena                    | 29 241     | 4 231 009 $  |
| 12 stycznia 2019  | Bangkok     | Tajlandia         | Impact Arena                    | 29 241     | 4 231 009 $  |
| 13 stycznia 2019  | Bangkok     | Tajlandia         | Impact Arena                    | 29 241     | 4 231 009 $  |
| 19 stycznia 2019  | Dżakarta    | Indonezja         | Indonesia Convention Exhibition | 16 260     | 2 160 298 $  |
| 20 stycznia 2019  | Dżakarta    | Indonezja         | Indonesia Convention Exhibition | 16 260     | 2 160 298 $  |
| 26 stycznia 2019  | Hongkong    | Chiny             | AsiaWorld–Arena                 | 9 690      | 1 331 229 $  |
| 2 lutego 2019     | Pasay       | Filipiny          | Mall of Asia Arena              | 8 469      | 1 651 297 $  |
| 15 lutego 2019    | Singapur    | Singapur          | Singapore Indoor Stadium        | 8 076      | 1 380 122 $  |
| 23 lutego 2019    | Shah Alam   | Malezja           | Malawati Indoor Stadium         | 15 504     | 2 133 735 $  |
| 24 lutego 2019    | Shah Alam   | Malezja           | Malawati Indoor Stadium         | 15 504     | 2 133 735 $  |
| 3 marca 2019      | Tajpej      | Tajwan            | Linkou Arena                    | 8 774      | 1 211 700 $  |
| Ameryka Północna  |             |                   |                                 |            |              |
| 17 kwietnia 2019  | Inglewood   | Stany Zjednoczone | The Forum                       | 12 245     | 1 876 188 $  |
| 24 kwietnia 2019  | Rosemont    | Stany Zjednoczone | Allstate Arena                  | 11 417     | 1 815 062 $  |
| 27 kwietnia 2019  | Hamilton    | Kanada            | FirstOntario Centre             | 10 704     | 1 434 093 $  |
| 1 maja 2019       | Newark      | Stany Zjednoczone | Prudential Center               | 22 944     | 3 219 636 $  |
| 2 maja 2019       | Newark      | Stany Zjednoczone | Prudential Center               | 22 944     | 3 219 636 $  |
| 5 maja 2019       | Duluth      | Stany Zjednoczone | Gas South Arena                 | 9 180      | 1 518 063 $  |
| 8 maja 2019       | Fort Worth  | Stany Zjednoczone | Fort Worth Convention Center    | 9 107      | 1 321 716 $  |
| Europa            |             |                   |                                 |            |              |
| 18 maja 2019      | Amsterdam   | Holandia          | AFAS Live                       | 5 272      | 876 725 $    |
| 21 maja 2019      | Manchester  | Anglia            | Manchester Arena                | 5 424      | 682 256 $    |
| 22 maja 2019      | Londyn      | Anglia            | Wembley Arena                   | 9 968      | 1 421 480 $  |
| 24 maja 2019      | Berlin      | Niemcy            | Max-Schmeling-Halle             | 7 722      | 1 159 480 $  |
| 26 maja 2019      | Paryż       | Francja           | Zénith Paris                    | 6 224      | 915 475 $    |
| 28 maja 2019      | Barcelona   | Hiszpania         | Palau Sant Jordi                | 8 344      | 1 049 951 $  |
| Azja              |             |                   |                                 |            |              |
| 8 czerwca 2019    | Makau       | Chiny             | Cotai Arena                     | 10 081     | 1 648 814 $  |
| Oceania           |             |                   |                                 |            |              |
| 13 czerwca 2019   | Melbourne   | Australia         | Rod Laver Arena                 | 12 173     | 1 191 196 $  |
| 15 czerwca 2019   | Sydney      | Australia         | Qudos Bank Arena                | 14 317     | 1 542 850 $  |
| Azja              |             |                   |                                 |            |              |
| 12 lipca 2019     | Bangkok     | Tajlandia         | Impact Arena                    | 28 776     | 4 284 344 $  |
| 13 lipca 2019     | Bangkok     | Tajlandia         | Impact Arena                    | 28 776     | 4 284 344 $  |
| 14 lipca 2019     | Bangkok     | Tajlandia         | Impact Arena                    | 28 776     | 4 284 344 $  |
| 4 grudnia 2019    | Tokio       | Japonia           | Tokyo Dome                      | 50 369     | 4 302 670 $  |
| 4 stycznia 2020   | Osaka       | Japonia           | Kyocera Dome                    | 81 931     | 7 220 353 $  |
| 5 stycznia 2020   | Osaka       | Japonia           | Kyocera Dome                    | 81 931     | 7 220 353 $  |
| 22 lutego 2020    | Fukuoka     | Japonia           | Fukuoka Dome                    | 38 846     | 3 311 234 $  |
| Łącznie           | Łącznie     | Łącznie           | Łącznie                         | 472 183    | 56 756 285 $ |

## Odwołane koncerty
| Data        | Miejscowość | Państwo           | Obiekt                       |
| ----------- | ----------- | ----------------- | ---------------------------- |
| 9 maja 2019 | Fort Worth  | Stany Zjednoczone | Fort Worth Convention Center |

## Albumy koncertowe
Na trasie koncertowej In Your Area World Tour wydano dwa albumy koncertowe: Blackpink 2018 Tour 'In Your Area' Seoul oraz Blackpink 2019-2020 World Tour in Your Area - Tokyo Dome.

### Blackpink 2018 Tour 'In Your Area' Seoul
Blackpink 2018 Tour „In Your Area” Seoul – drugi album koncertowy południowokoreańskiej grupy Blackpink, wydany 8 sierpnia 2019 na nośniku DVD oraz 30 sierpnia 2019 na platformach cyfrowych i streamingowych.

#### Lista utworów
1. „Du-Du Ddu-Du”
2. "Forever Young"
3. „Stay” (remix version)
4. "Whistle"
5. „You & I + Only Look at Me”
6. "Solo"
7. „Really” (reggae version)
8. "See U Later"
9. "Playing with Fire"
10. „Boombayah”
11. „As If It's Your Last”
12. „Whistle” (remix version)
13. „Ddu-Du Ddu-Du” (remix version)
14. "Stay"

### Blackpink 2019–2020 World Tour in Your Area – Tokyo Dome
Blackpink 2019–2020 World Tour in Your Area – Tokyo Dome – trzeci album koncertowy południowokoreańskiej grupy Blackpink, wydany 14 maja 2020 roku.

#### Lista utworów
1. „Du-Du Ddu-Du” (Japanese version)
2. "Forever Young" (Japanese version)
3. „Stay” (Japanese version, remix)
4. "Whistle" (Japanese version)
5. „Kill This Love” (Japanese version)
6. „Don't Know What to Do” (Japanese version)
7. „Really” (Japanese version)
8. "See U Later" (Japanese version)
9. "Playing with Fire" (Japanese version)
10. „Kick It” (Japanese version)
11. „Boombayah” (Japanese version)
12. „As If It's Your Last” (Japanese version)